# Tesla Model S
Tesla Model S je elektrický osobní automobil vyráběný firmou Tesla Motors. Poprvé byl představen v roce 2009 na Motor Show ve Frankfurtu jako prototyp. Prodávat se začal v červnu roku 2012 ve Spojených státech amerických. Za rok 2013 prodala společnost Tesla Motors 22 450 kusů Modelu S. V červnu 2015 překročil globální kumulativní prodej 75 000 kusů. Tento elektromobil byl automobilovými magazíny Automobile Magazine a Motor Trend vyhodnocen jako automobil roku 2013. Zároveň získal ocenění za nejlepší novinku roku, nejlepší vynález roku a nejlepší zelené auto roku. V současné době[kdy?] patří podle crashtestů k nejbezpečnějším autům na trhu.

## Historie
Model S byl navržen automobilovým návrhářem Franzem von Holzhausenem. Automobil dostal během výzkumu a předběžného vývoje krycí jméno WhiteStar. Model S byl poprvé ohlášen v tiskové zprávě 30. června 2008 a první prototyp tohoto vozidla byl představen na tiskové konferenci 26. března 2009.
V únoru roku 2008 bylo oznámeno, že společnost Tesla Motors plánuje nabídnout také provedení s rozšířením dojezdu. Toto provedení by bylo osazeno benzínovým motorem, který by prodloužil dojezdovou vzdálenost, ale při pozdějších revizích byl tento motor odstraněn. Na ekologické konferenci GoingGreen v září roku 2008 CEO Tesla Motors Elon Musk prohlásil, že Tesla bude vyrábět pouze elektrické automobily.

## Výroba
Tesla vyrábí svůj Model S ve vlastní továrně v kalifornském Fremontu s rozlohou 510 000 m2. Pro evropský trh Tesla sestavuje a distribuuje svoje automobily ze svého evropského distribučního centra v nizozemském Tilburgu.  Automobily jsou sestaveny a vyzkoušeny v kalifornském Fremontu. Akumulátor, elektrický motor a ostatní díly jsou rozebrány a samostatně odeslány do Tilburgu, kde jsou vozy opět sestaveny.  Toto centrum sídlí v 18 900 m2 velké průmyslové budově, která slouží také jako dílna a sklad náhradních dílů. Tesla očekává, že energie, která se spotřebuje na výrobu Modelu S se „vrátí“ už po prvních 16 000 najetých kilometrech.
Při slavnostním otevření továrny ve Fremontu 22. června 2012 dostalo svá auta prvních deset zákazníků. Výroba vzrostla z původních 15-20 sestavených aut za týden v srpnu 2012 na asi 1000 aut za týden v roce 2015.
V říjnu roku 2015 ohlásila společnost Tesla Motors, že vyjednávají s čínskou vládou o tamní výrobě svých elektromobilů. Místní výroba by mohla snížit prodejní ceny všech modelů o třetinu. Cena Modelu S začíná ve Spojených státech amerických zhruba na $76 000, zatímco v Číně začíná na ¥673 000, což je po zdanění a dalších poplatcích v přepočtu asi $106 000. Elon Musk objasnil, že výroba nadále zůstane ve Spojených státech amerických, ale pokud bude v Číně dostatečně velká poptávka po novém Tesla Modelu 3, tak by mohla být továrna postavena v Číně už rok po uvedení tohoto nového modelu. Tuzemská výroba v Evropě bude rovněž záležet na poptávce po Modelu 3.

## Specifikace
Model S je vyráběn v několika provedeních s různými motory a různými akumulátory. Jeho varianta P85 má vodou chlazený třífázový asynchronní elektromotor o výkonu 310 kW (416 koní). S tímto motorem dokáže Model S zrychlit z 0 na 100 km/h během 4,3 sekund a dosahuje maximální rychlosti 210 km/h. Tyto údaje jsou v poměru k jeho váze 2100 kg velmi dobré. Motor včetně veškeré řídící elektroniky je uložen v zadní nápravě, kterou pohání. Elektromobil napájí li-ion baterie o kapacitě 85 kWh, na kterou je schopen ujet 265 mil (426 km). Tato vysoká dojezdová vzdálenost z něj v současné době[kdy?] dělá elektromobil s nejvyšším dojezdem na trhu. Výrobce udává spotřebu 24 kWh na 100 km, což je zhruba ekvivalentem pro 2,6 l benzinu na 100 km. Baterie je uložena v podlaze vozu a zajišťuje velmi nízké těžiště a zároveň zajišťuje velmi dobrou tuhost a pevnost karoserie. K elektromobilu dostanete nabíječku, kterou můžete připojit do 400 V zásuvky, s její pomocí se mu každou hodinu dobije dost energie na 100 km dojezdu. Zároveň Tesla Motors také staví takzvané supernabíječky kolem hlavních silničních tahů v Americe, Evropě a Asii. Takováto supernabíječka je schopna dobít polovinu kapacity baterie během 20 minut.

## Modely
| | 40 kWh1           | 60 kWh                                      | 60 kWh | 70 kWh | 70 kWh | 75 kWh | 75 kWh | 85 kWh | 85 kWh | 85 kWh | 85 kWh | 85 kWh | 85 kWh | 90 kWh | 90 kWh | 90 kWh | 100 kWh | 100 kWh | 100 kWh | 100 kWh |  |
| RWD | RWD (60)          | AWD (60D)                                   | RWD (70) | AWD (70D) | RWD (75) | AWD (75D) | RWD (85) | AWD (85D) | RWD Performance (P85) | RWD Performance Plus (P85+) | AWD Performance (P85D) | Ludicrous3 (P85D) | AWD (90D) | AWD Performance (P90D) | Ludicrous3 (P90D) | Ludicrous3 (P100D) | AWD (100D) | Long Range | Plaid | |  |
| Dojezd4 | EPA:224 km        | EPA: 340 km NEDC: 375 km                    | EPA: 351 km | EPA: 370 km NEDC: 375 km | EPA: 390 km NEDC: 442 km | EPA: 401 km | EPA: 417 km | EPA: 426 km NEDC: 502 km | EPA: 438 km NEDC: 528 km | EPA: 426 km NEDC: 502 km | EPA: 426 km | EPA: 407 km NEDC: 480 km | EPA: 407 km NEDC: 480 km | EPA: 473 km NEDC: 528 km | EPA: 430 km NEDC: 509 km | EPA: 430 km NEDC: 509 km | EPA: 507 km NEDC: 613 km | EPA: 539 km NEDC: 632 km | EPA: 652 km WLTP: 634 km | EPA: 637 km WLTP: 600 km |  |
| Max. výkon | 382 hp 285 kW     | 382 hp 285 kW                               | 518 hp 386 kW | 382 hp 285 kW | 518 hp 386 kW | 382 hp 285 kW | 518 hp 386 kW | 382 hp 285 kW | 518 hp 386 kW | 470 hp 350 kW | 420 hp 310 kW | 762 hp 568 kW | 762 hp 568 kW | 518 hp 386 kW | 762 hp 568 kW | 762 hp 568 kW | 762 hp 568 kW | ? | 670 hp 493 kW | 1020 hp 750 kW |  |
| Max. točivý moment | 430 Nm            | 430 Nm                                      | | 441 Nm | 525 Nm | | | 441 Nm | 658 Nm | 601 Nm | 601 Nm | 931 Nm | 931 Nm | 658 Nm | 931 Nm | 931 Nm | 931 Nm | ? | | 1140 Nm |  |
| 0–100 km/h | 6.5 s             | 5.9 s                                       | | 5.8 s | 5.4 s | 4.5 s | 4.4 s | 5.6 s | 4.4 s | 4.4 s | 4.4 s | 3.3 s | 3.0 s | 4.4 s | 3.3 s | 3.0 s | 2.4 s | 4.4 s | 3.2 s | 2.1 s |  |
| Max. rychlost | 180 km/h          | 210 km/h                                    | 210 km/h | 230 km/h | 230 km/h | 230 km/h | 230 km/h | 230 km/h | 250 km/h | 210 km/h | 210 km/h | 250 km/h | 250 km/h | 250 km/h | 250 km/h | 250 km/h | 250 km/h | 250 km/h | 240 km/h | 322 km/h |  |
| Supercharging | Ne                | Volitelně2                                  | Pro všechny automobily objednané do 15. ledna 2017 je nabíjení zdarma. Pro automobily objednané po 15. lednu 2017 je zdarma 400 kWh na rok (přibližně 1600 km). | Pro všechny automobily objednané do 15. ledna 2017 je nabíjení zdarma. Pro automobily objednané po 15. lednu 2017 je zdarma 400 kWh na rok (přibližně 1600 km). | Pro všechny automobily objednané do 15. ledna 2017 je nabíjení zdarma. Pro automobily objednané po 15. lednu 2017 je zdarma 400 kWh na rok (přibližně 1600 km). | Pro všechny automobily objednané do 15. ledna 2017 je nabíjení zdarma. Pro automobily objednané po 15. lednu 2017 je zdarma 400 kWh na rok (přibližně 1600 km). | Pro všechny automobily objednané do 15. ledna 2017 je nabíjení zdarma. Pro automobily objednané po 15. lednu 2017 je zdarma 400 kWh na rok (přibližně 1600 km). | Pro všechny automobily objednané do 15. ledna 2017 je nabíjení zdarma. Pro automobily objednané po 15. lednu 2017 je zdarma 400 kWh na rok (přibližně 1600 km). | Pro všechny automobily objednané do 15. ledna 2017 je nabíjení zdarma. Pro automobily objednané po 15. lednu 2017 je zdarma 400 kWh na rok (přibližně 1600 km). | Pro všechny automobily objednané do 15. ledna 2017 je nabíjení zdarma. Pro automobily objednané po 15. lednu 2017 je zdarma 400 kWh na rok (přibližně 1600 km). | Pro všechny automobily objednané do 15. ledna 2017 je nabíjení zdarma. Pro automobily objednané po 15. lednu 2017 je zdarma 400 kWh na rok (přibližně 1600 km). | Pro všechny automobily objednané do 15. ledna 2017 je nabíjení zdarma. Pro automobily objednané po 15. lednu 2017 je zdarma 400 kWh na rok (přibližně 1600 km). | Pro všechny automobily objednané do 15. ledna 2017 je nabíjení zdarma. Pro automobily objednané po 15. lednu 2017 je zdarma 400 kWh na rok (přibližně 1600 km). | Pro všechny automobily objednané do 15. ledna 2017 je nabíjení zdarma. Pro automobily objednané po 15. lednu 2017 je zdarma 400 kWh na rok (přibližně 1600 km). | Pro všechny automobily objednané do 15. ledna 2017 je nabíjení zdarma. Pro automobily objednané po 15. lednu 2017 je zdarma 400 kWh na rok (přibližně 1600 km). | Pro všechny automobily objednané do 15. ledna 2017 je nabíjení zdarma. Pro automobily objednané po 15. lednu 2017 je zdarma 400 kWh na rok (přibližně 1600 km). | Pro všechny automobily objednané do 15. ledna 2017 je nabíjení zdarma. Pro automobily objednané po 15. lednu 2017 je zdarma 400 kWh na rok (přibližně 1600 km). | Pro všechny automobily objednané do 15. ledna 2017 je nabíjení zdarma. Pro automobily objednané po 15. lednu 2017 je zdarma 400 kWh na rok (přibližně 1600 km). | Pro všechny automobily objednané do 15. ledna 2017 je nabíjení zdarma. Pro automobily objednané po 15. lednu 2017 je zdarma 400 kWh na rok (přibližně 1600 km). | Pro všechny automobily objednané do 15. ledna 2017 je nabíjení zdarma. Pro automobily objednané po 15. lednu 2017 je zdarma 400 kWh na rok (přibližně 1600 km). |  |
| Dostupnost | 2012 – duben 2013 | 2012 – duben 2015; červen 2016 – duben 2017 | červen 2016 – duben 2017 | duben 2015 – květen 2016 | duben 2015 – květen 2016 | květen 2016 – dosud | květen 2016 – dosud | 2012 – únor 2016 | listopad 2014 – únor 2016 | 2012 – listopad 2014 | 2012 – listopad 2014 | listopad 2014 – únor 2016 | srpen 2015 – únor 2016 | srpen 2015 – červen 2017 | srpen 2015 – listopad 2016 | srpen 2015 – srpen 2016 | srpen 2016 – 2021 | srpen 2016 – 2020 | červen 2021 – dosud | červen 2021 – dosud |  |
| 1 Původní specifikace pro 40 kWh model, místo kterého byly dodány 60 kWh varianty s omezeným dojezdem. 2 Po zakoupení bylo dostupné vylepšení pro supernabíjení za $2 500. 3 Úprava dostupná pro P modely se dvěma motory a 90 kWh akumulátorem. Pro již zakoupené modely P85D je tato úprava dostupná do ledna 2016. 4 EPA - americké zkoušky, NEDC - evropské zkoušky |                   |                                             | | | | | | | | | | | | | | | | | | |  |

## Interiér

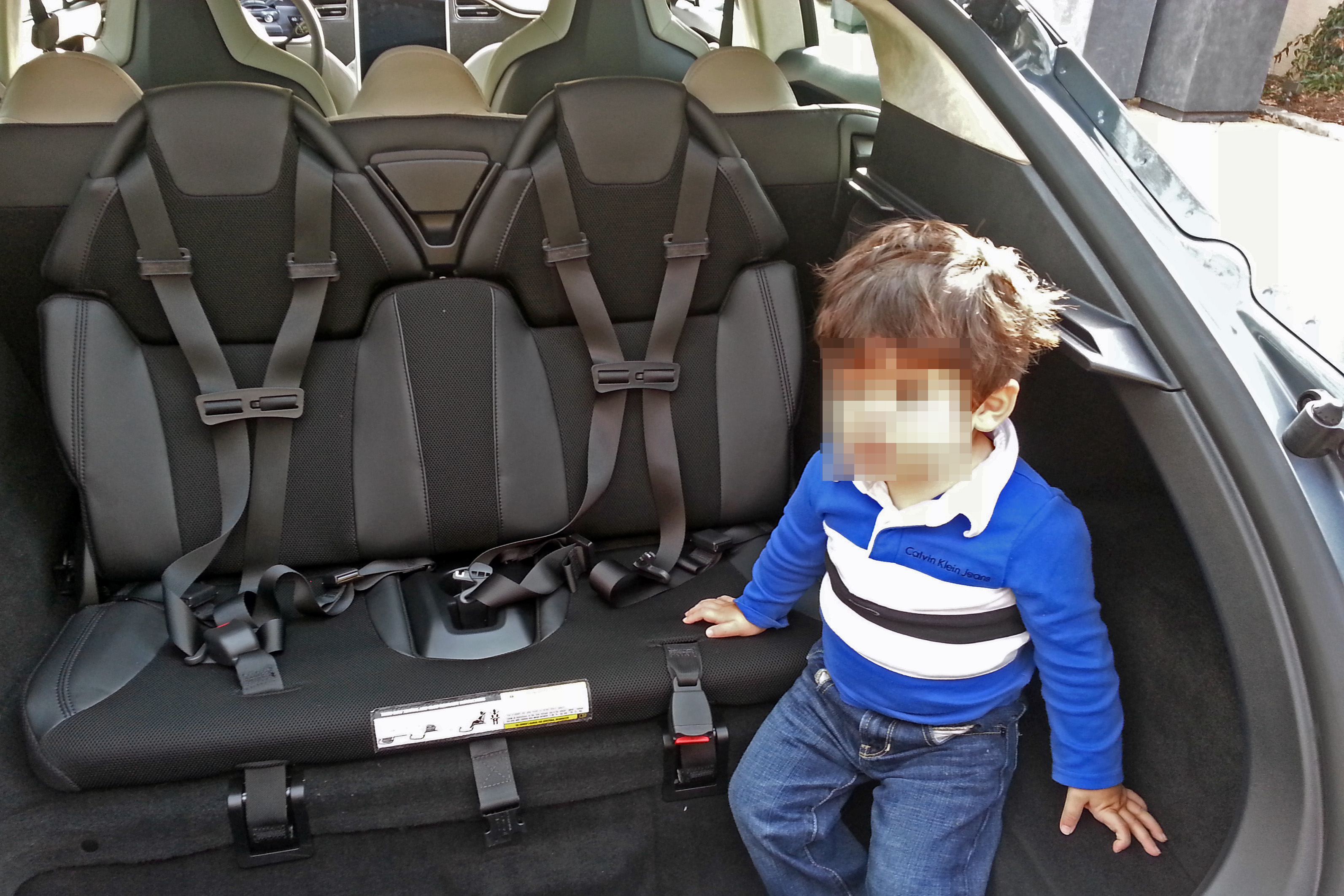
Sedadla pro děti

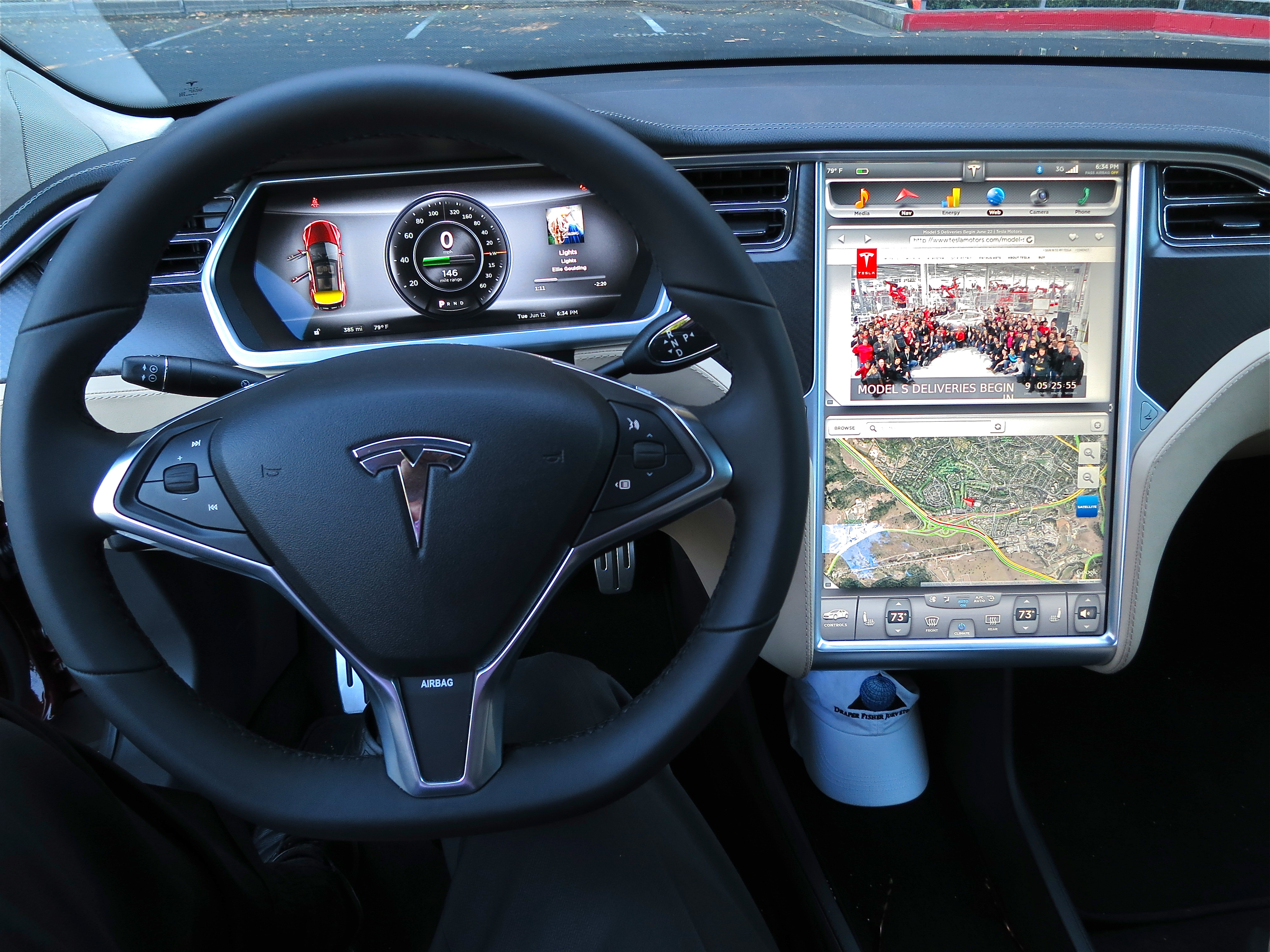
17" dotykový panel

Interiér vozu působí velmi luxusně a první čeho si všimnete je jeho 17" dotykový displej umístěný uprostřed palubové desky. S jeho pomocí můžete ovládat vozidlo nebo získat přístup k internetu přes integrovaný internetový prohlížeč.
Automobil je uzpůsoben pro 5 + 2 cestujících. To znamená, že klasicky usadí 5 dospělých lidí a pokud máte prázdný kufr, tak je schopen pojmout ještě další dvě děti. V kufru jsou totiž pod krytem, zhruba v místě rezervy, schovaná dvě menší sedadla, která po rozložení pohodlně usadí dvě děti, které pak sedí zády ke směru jízdy a ven se dívají zadním oknem. Takto vybavené vozidlo má dvojitý zadní nárazník pro zvýšenou ochranu dětí. V případě složení sedadel získáte 1800 litrů místa pro náklad. Navíc je zavazadlový prostor také vpředu pod kapotou, v místech kde u automobilů se spalovacím motorem bývá motor.

## Autopilot
Všechny Modely S vyrobené koncem září roku 2014 a novější jsou vybaveny kamerou, umístěnou v horní části čelního skla, čelně orientovaným radarem, umístěným ve spodní masce chladiče, a ultrazvukovými echolokačními senzory, umístěnými v předním a zadním nárazníku, které poskytují 360stupňové ochranné pásmo okolo automobilu. Toto vybavení umožňuje Modelu S detekovat dopravní značky, dělicí čáry mezi jízdními pruhy, překážky a ostatní vozidla. Volitelný „technologický balíček“ za 2500 $ umožňuje tomuto systému, kromě standardního adaptivního tempomatu a varování o změně jízdního pruhu, také aktivování semiautonomního řízení a parkovacích schopností. Nové modely, prodávané od 9. října 2014, mají možnost zapnout autopilota, který v mnoha situacích umožňuje řízení bez používání rukou. Automobily s touto možností přijímají aktualizace pro software autopilota bezdrátově, stejně tak jako všechny ostatní Modely S přijímají bezdrátově obecné aktualizace.
Sedmou verzi softwaru, která přidala schopnost autopilota, vydala společnost Tesla Motors ve Spojených státech v polovině října 2015.
Podle slov Elona Muska byl Model S navržen jako počítač na kolech: „Model S jsme ve skutečnosti navrhli jako velmi důmyslný počítač na kolech. Tesla je stejně tak softwarovou, jako hardwarovou společností. Velmi velkou část Tesly tvoří její softwarová divize ze Silicon Valley. Na aktualizaci automobilu pohlížíme stejným způsobem jako na aktualizaci vašeho telefonu nebo počítače.“
Podle Muska „se bude automobil průběhem času učit“ a zároveň se bude učit i od ostatních automobilů.

## Bezpečnost
Model S je jedním z mála automobilů, které získaly pětihvězdičkové bezpečnostní ohodnocení ze zkoušek Euro NCAP a NHTSA (Národní úřad pro bezpečnost silničního provozu) zároveň.
| NHTSA                               | NHTSA         | Euro NCAP           | Euro NCAP     |
| ----------------------------------- | ------------- | ------------------- | ------------- |
| Celkově:                            | 5/5 hvězdiček | Celkově:            | 5/5 hvězdiček |
| Čelní náraz – řidičova strana:      | 5/5 hvězdiček | Ochrana dospělých:  | 31 bodů / 82% |
| Čelní náraz – spolujezdcova strana: | 5/5 hvězdiček | Ochrana dětí:       | 38 bodů / 77% |
| Boční náraz – řidičova strana:      | 5/5 hvězdiček | Ochrana chodců:     | 24 bodů / 66% |
| Boční náraz – spolujezdcova strana: | 5/5 hvězdiček | Asistenční systémy: | 9 bodů / 71%  |
| Sloupek z boku – řidičova strana:   | 5/5 hvězdiček |                     |               |
| Test převrácení:                    | / 5.7 %       |                     |               |

## Cena a prodej
Cena nejnižšího modelu začíná na $70 070 bez DPH a bez započtení federální dotace na elektromobily, což je v přepočtu něco přes 1,4 miliónu korun. Do Evropy se tento vůz začal dovážet začátkem třetího čtvrtletí roku 2013 a jeho cena začíná na €55 090 bez DPH, tedy asi 1,5 miliónu korun.
V polovině roku 2017 začal internetový obchod Alza.cz v České republice prodávat varianty 75D a 100D za ceny začínající na třech milionech korun.